# Ceratina tricolor
Ceratina tricolor är en biart som beskrevs av Michener 1954. Ceratina tricolor ingår i släktet märgbin, och familjen långtungebin. Inga underarter finns listade i Catalogue of Life.